# SBSリコーロジスティクス
SBSリコーロジスティクス株式会社（エスビーエスリコーロジスティクス、英: SBS RICOH LOGISTICS SYSTEM Co.,Ltd.）は、東京都墨田区に本社を置く、SBSグループの総合物流企業（連結子会社）である。
3PL事業を柱にリコーグループの物流業務全般を国内外に担っており、リコーグループの物流費900億円のほぼ半数を同社が占めている。その他に、大塚商会の「たのめーる」を受託するなど外販にも積極的に取り組んでおり、外販比率は約35%である。

## 歴史
1964年2月にリコーの物流子会社「三愛運輸」として創業され、後に「リコーロジステック株式会社」に改称した。
2018年8月1日にSBSホールディングスがリコーから同社の株式66.6%を180億円で取得し、SBSグループの連結子会社となった。株式の33.4%はリコーと重要取引先である大塚商会の共同持株会社であるROホールディングスが保有する。2019年1月1日、従来の社名に「SBS」を冠する「SBSリコーロジスティクス」に社名変更した。同じリコーグループであった三愛との関係は解消しているが、地方配送を担う子会社「SBS三愛ロジスティクス」に、その名を残している。

### 沿革
- 1964年2月 - 三愛運輸株式会社 創立
- 1989年2月 - リコーロジステック株式会社に社名変更
- 1995年
  - 2月 - RICOH INTERNATIONAL LOGISTICS(H.K)LTD.を香港に設立
  - 4月 - リコーロジステック株式会社とリコーインターナショナル・システムズ株式会社が合併
リコーインターナショナルロジステック株式会社に社名変更
- 1997年4月 - リコーロジスティクス株式会社に社名変更
- 2002年8月 - RICOH LOGISTICS CORPORATIONを米国・カリフォルニアに設立
- 2004年12月 - 理光諮詢（深圳）有限公司を中国に設立
- 2017年3月 - AEO制度認定通関業者として東京税関より承認[7]
- 2018年8月- 主要株主が株式会社リコーからSBSホールディングス株式会社へ変更、SBSグループに参入[3]
- 2019年1月 - SBSリコーロジスティクス株式会社へ社名変更[6]
- 2019年6月 - 本社事務所を品川区東五反田から墨田区太平へ移転[8]
- 2020年
  - 1月 - SBS Logistics (Thailand) Co., Ltd.の全株式中49％を取得、同社を関連会社化
  - 10月 - SBS Vietnam Co., Ltd.の全株式中99％を取得、同社を関連会社化
- 2021年7月 - 株式会社ジャスの全株式を取得、同社を関連会社化[9]

## 関連会社

### 国内
- SBS三愛ロジスティクス株式会社 - 東京都墨田区
- 株式会社ジャス - 福島県会津若松市

### 海外
- RICOH LOGISTICS CORPORATION - 米国
- RICOH INTERNATIONAL LOGISTICS(H.K) Ltd. - 香港
- 理光国際貨運代理(深圳)有限公司 - 中国
- SBS Logistics (Thailand) Co., Ltd. - タイ
- SBS Vietnam Co., Ltd. - ベトナム